# Arts plastiques au IVe siècle
Arts plastiques au IIIe siècle - Arts plastiques au IVe siècle - Arts plastiques au Ve siècle
Chronologie des arts plastiques

## Événements
- 305 ou 306 : le concile d'Elvire proscrit la décoration des sanctuaires chrétiens[1]

- Vers 320-350 : construction de la villa romaine du Casale, près de Piazza Armerina, en Sicile, dont chaque pièce est décorée de mosaïques[2].

- Vers 355 (?) : Christ avec une auréole et les attributs de Sol Invictus, chevaux cabrés. Mosaïque de la nécropole sous la basilique Saint-Pierre de Rome[1].
- Après 356 : fresque représentant Pétronille de Rome consuisant la défunte Veneranda au paradis, dans les catacombes de Domitilla[1],[3].

- Vers 360-363 : mosaïques des Thérapénides, de Socrate et les Sages de la Grèce et du Jugement des Néréides à Apamée[4].
- 366 : construction du premier temple rupestre bouddhique à Dunhuang en Chine[5]. Ils se multiplient du Ve au VIIIe siècle, pour donner naissance au grand ensemble dit « des mille grottes ».
- Vers 375 : apparition d’une forme originale de fibules en forme de cigales dans les vestiges du Nord Caucase et de Crimée. Elles se répandent ensuite jusqu’à la mer Baltique par la vallée de la Vistule ou jusqu’à la plaine de Moravie dans la vallée du Danube[6].

- 379-395 : apogée du style théodosien dans l'art de l'Antiquité tardive[7].
- Vers 380 : le peintre chinois Gu Kaizhi peint son œuvre Récit de la nymphe de la rivière Luo à l'encre et à la peinture sur soie[8].
- Vers 385-390 : en Égypte, Apa Apollo fonde le monastère de Baouit où se développe un premier art chrétien à l'origine de l'art copte[9].
- Vers 387-388 : réalisation du missorium de Théodose[10].

- Vers 390 : la représentation d'anges ailés s'introduit dans le christianisme dans la mosaïque absidale de Sainte-Pudentienne à Rome à la fin du siècle[11] et sur le « sarcophage du Prince » découvert à Sarigüzel, près d'Istanbul daté du règne de Théodose (379-395)[12].

- Fresques de la catacombe des Giordani (it) découvertes en 1578 près de la via Salaria à Rome[13], réalisées au début du siècle[14].
- Fresque de  la catacombe d'Aproniano via Latina, à Rome, représentant l'Échelle de Jacob, selon l'épisode décrit dans le Livre de la Genèse[15].

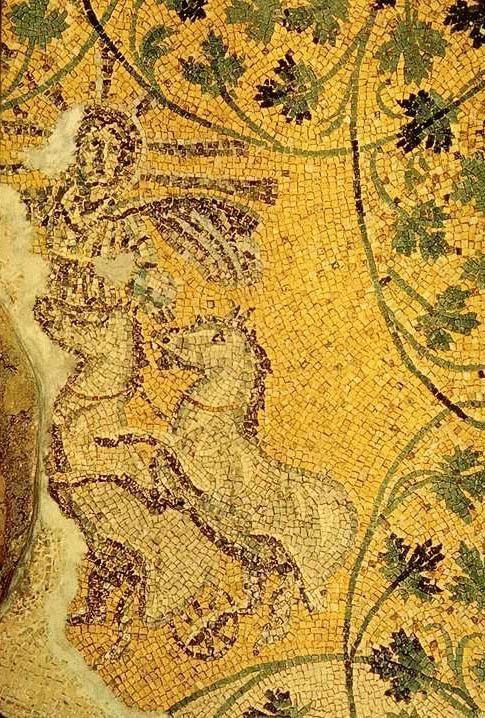
Christus Sol Invictus.
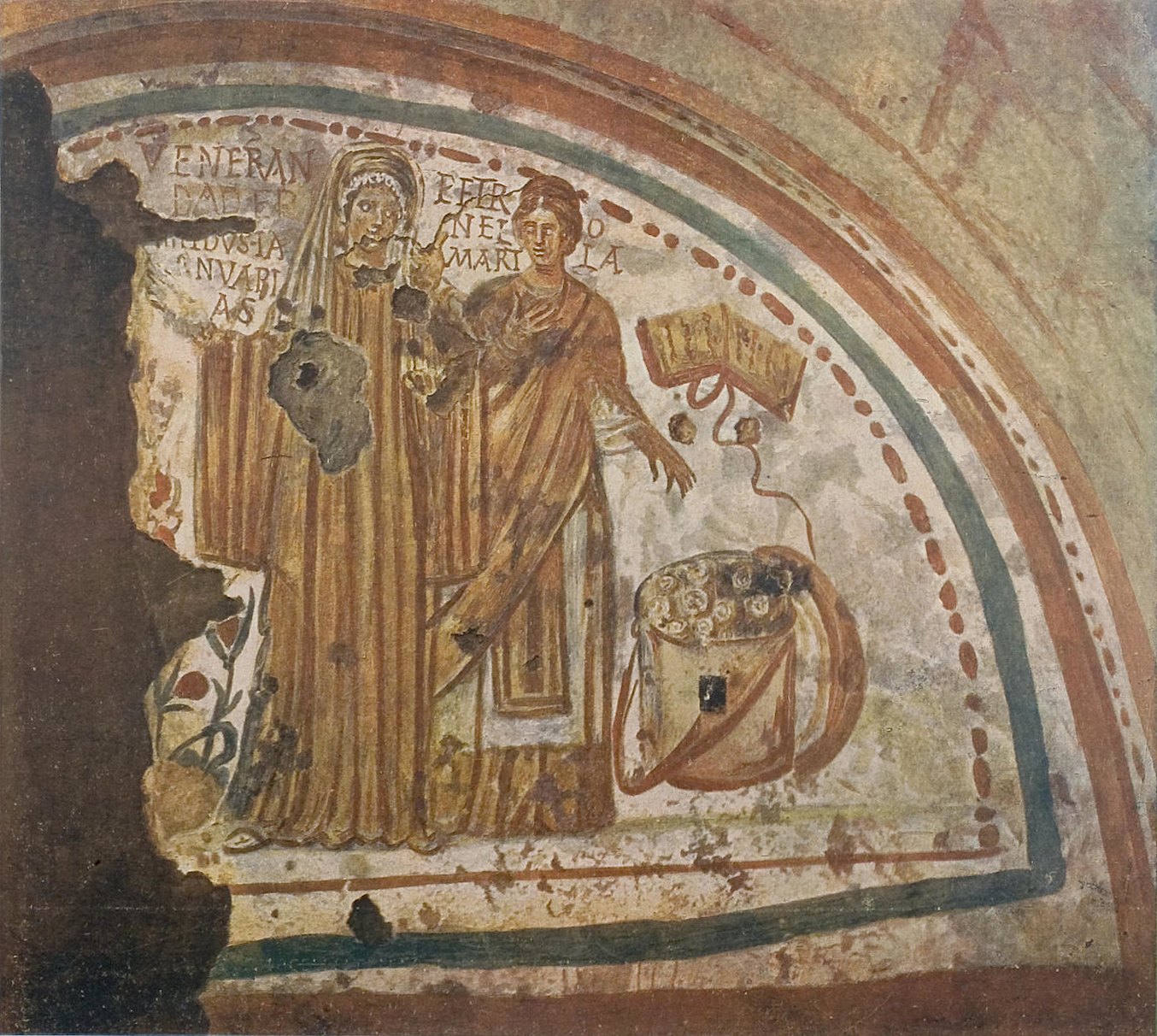
Fresque des catacombes de Domitilla représentant la défunte Veneranda conduite au ciel par Pétronille.
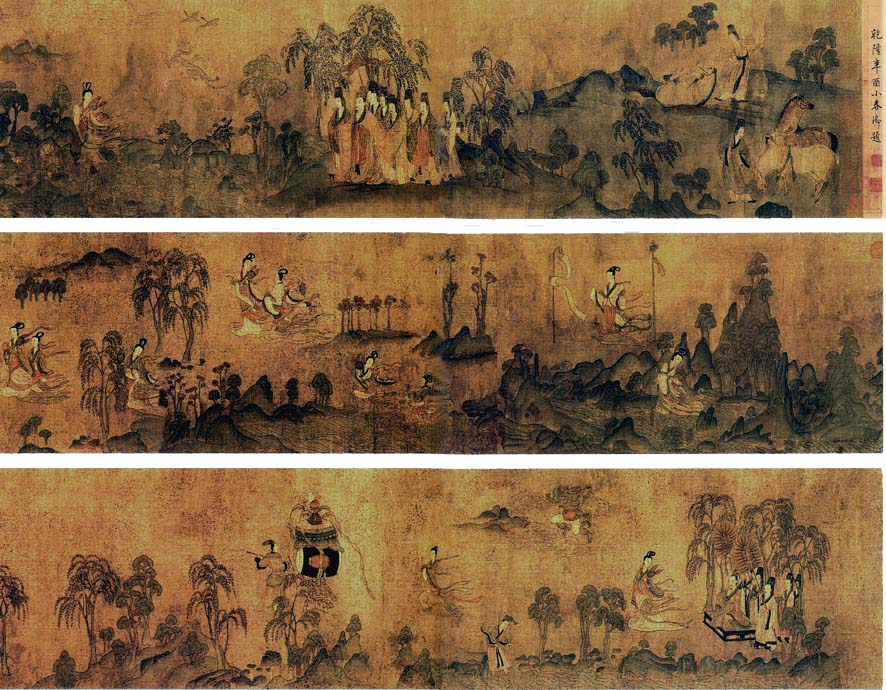
Luoshenfu, par Gu Kaizhi.
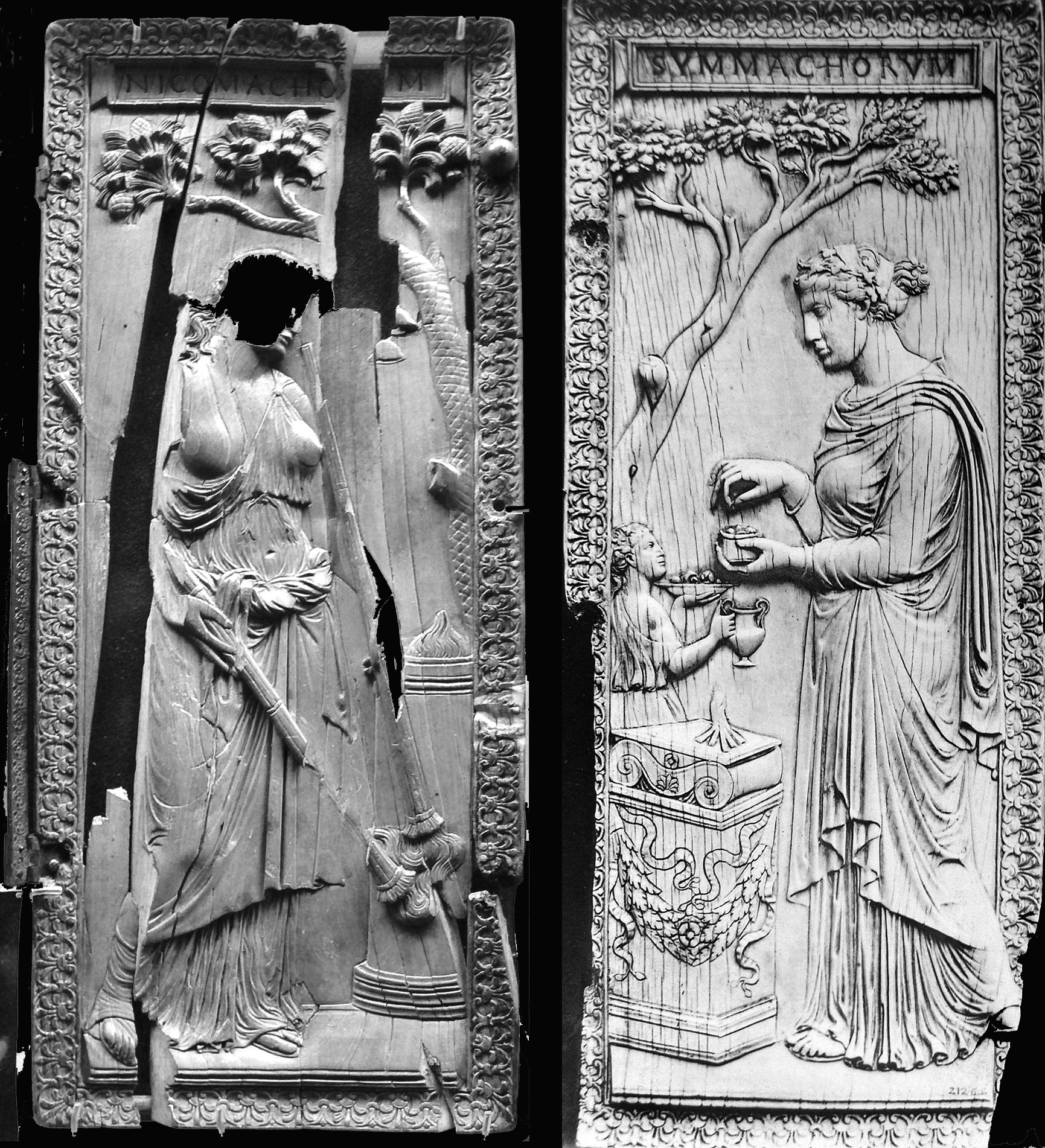
Diptyque des Nicomachi-Symmachi.
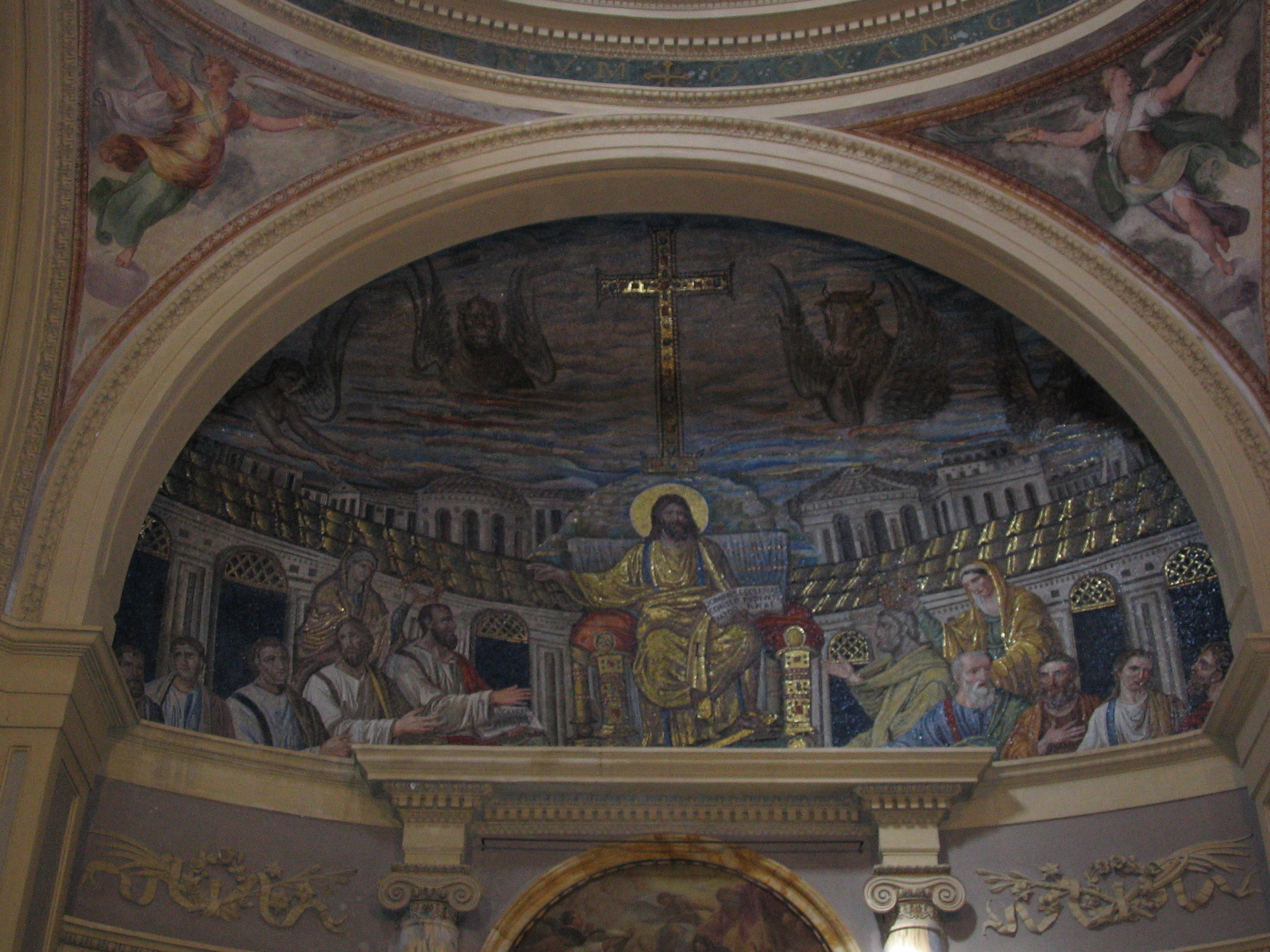
Mosaïque absidale de Sainte-Pudentienne.